# آندرئا پاسکوالون
آندرئا پاسکوالون (ایتالیایی: Andrea Pasqualon؛ زادهٔ ۲ ژانویهٔ ۱۹۸۸) دوچرخه‌سوار اهل ایتالیا است.
از باشگاه‌هایی که در آن رکاب زده‌است می‌توان به روت–آکروس و وانتی–گروپ گوبر اشاره کرد.